# Blister
Blister (også kaldet blæner eller after) er smertefulde sår (ulcerationer), der opstår i munden. Ordet after kommer af det græske ord for ild, og tilstanden har fået sit navn på grund af den brændende smerte fra såret.

## Udseende
Blister/ after er normalt runde ulcerationer med en diameter på 5-10 mm, men de kan være større eller mindre. Såret er typisk gulligt og omgivet af en rød, let hævet rand. Sårene er ofte smertefulde og kan være meget generende, både ved tale, spisning og tandbørstning. Blister/ after optræder typisk på indersiden af læberne, på mund- og kindslimhinden samt på tungen. Blister/ after er en tilstand, som kommer og går. Et udbrud varer normalt 7-14 dage.
Hvis blisten/ aften ikke er forsvundet i løbet af et par uger, eller hvis udbruddene pludselig opstår meget hyppigere end tidligere, er det vigtigt at søge læge eller tandlæge, da blister/ after i sjældne tilfælde kan være tegn på anden sygdom. 

## Diagnoser
Hvis blister/ after opstår jævnligt er der tale om recidiverende aftøs stomatitis (RAS). Alle nedenstående diagnoser kan forekomme i recidiverende form.
Der findes ingen specifik test, der kan anvendes til at stille den rette diagnose. Diagnosen baseres på anamnesen og læsionernes kliniske udseende. Med mindre der er mistanke om sammenhæng til almensygdomme, findes der sjældent anledning til at foretage hæmatologiske eller serologiske undersøgelser af patienterne.

### Stomatitis aphthosa minor (minor RAS)
Stomatitis aphthosa minor er betegnelsen for de mest almindelige ulcerationer, som udgør 75-85 % af alle tilfælde af blister/ after. Læsionerne er mellem 5 og 10 mm store, og uden behandling heler de efter 7-10 dage uden ardannelse.  

### Stomatitis aphthosa major (major RAS)
Stomatitis aphthosa major opstår hos ca. 10 – 15 % af de patienter, der er plaget af blister/ after. Tilstanden viser sig som ulcerationer, der er større end 10 mm, og som heler langsomt (op til måneder) og undertiden med ardannelse. Denne type blister/ after optræder typisk på læbeslimhinden, den bløde gane og i oropharynx. De er meget smertefulde, og almindelige funktioner, som tale og fødeindtagelse, er ofte påvirkede, ligesom almentilstanden kan være påvirket.
Diagnosen stomatitis aphthosa major (major RAS) kan være en differential-diagnostisk udfordring, da denne type kan forveksles med andre patologiske tilstande, blandt andet malignitet. Diagnosen kendes også under navnene periadenitis necrotica recurrens mucosae oris eller Sutton’s disease. 

### Stomatitis aphthosa herpetiformis
Stomatitis aphthosa herpetiformis (herpetiforme after) er den mindst hyppige form og er karakteriseret ved samtidig tilstedeværelse af 5 eller flere, undertiden op til 100, små blister/ after med en diameter på ca. 1 – 5 mm. Disse små blister/ after forekommer oftest på tungens ventrale flade og i mundbunden og kan fusionere til en eller flere større læsioner. Herpetiforme after kan differentialdiagnostisk skelnes fra intraoral herpes ved, at de i modsætning til herpes, ikke forekommer på gingiva eller i ganen.  

## Hvem får blister/ after?
Ca. 20 % af befolkningen lider af blister/ after fra tid til anden. Nogle få procent er plaget af hyppige udbrud (recidiverende aftøs somatitis, RAS) og andre har tendens til at få særligt store blister/ after (ref: Axéll) Tilbøjeligheden til at få blister/ after er arvelig og sandsynligheden for at udvikle blister/ after er op til 90 %, hvis begge forældre har problemet. 

## Hvad er årsagen til blister/ after?
Man kender ikke den nøjagtige årsag til blister/ after. Dog synes et samspil af flere hændelser at have betydning for udvikling af blister/ after: nedsat immunforsvar, arvelighed og en række udløsende faktorer. Har man tendens til blister/ after, kan følgende faktorer være med til at udløse et udbrud: 

### Fødevareallergi
En lang række fødevarer såsom chokolade, kaffe, peanuts, mandler, jordbær, ost, tomater, hvedemel og syreholdige drikkevarer er mistænkt for at kunne udløse blister/ after hos nogle patienter. En undersøgelse har vist, at 50 % af patienter med blister/ after, som er erkendt følsomme over for forskellige fødevareallergener, oplevede en reduktion i antallet af udbrud, når allergenerne blev fjernet fra deres kost. 

### Beskadigelse af mundslimhinden
Hvis man allerede er tilbøjelig til at få blister/ after, kan skader på slimhinden, som følge af f.eks. bid eller tandbørsteskade, udløse blister/ after. 

### Stress
Der er sandsynligvis en sammenhæng mellem stress og blister/ after.  Årsagen er ukendt, men det skyldes formentlig, at stress påvirker immunforsvaret.

### Hormonelle forandringer
Nogle kvinder oplever blister/ after ved menstruation, graviditet, overgangsalder eller ved brug af p-piller.

### Brug af tandpasta med natriumlaurylsulfat
Natriumlaurylsulfat (NLS/SLS) bruges som skummemiddel i tandpasta. Stoffet medfører ikke blister/ after hos individer, der ikke har problemet i forvejen. Men individer, der ofte er plagede af blister/ after, kan måske opnå lindring ved at bruge en tandpasta uden NLS/SLS. Undersøgelser på området har dog modstridende konklusioner. 

### Medicin
Nogle lægemidler kan udløse sår, der minder om blister/ after. Disse sår forsvinder typisk igen, når man holder op med at bruge medicinen. Der er blandt andet tale om nogle typer medicin mod forhøjet blodtryk og nogle smertestillende midler (NSAID-præparater). 

### Vitaminmangel
Det er vigtigt at sikre tilstrækkeligt med vitaminer, hvis man lider af hyppige udbrud af blister/ after.
Forskere har konstateret en sandsynlig sammenhæng mellem forekomst af blister/ after og mangel på vitaminerne B1, B2, B6, B12 samt folinsyre og jern. 

## Blister/ after og almensygdomme
Blister/ after er associeret med en række almensygdomme (som f.eks. cøliaki, benign/cyklisk neutropeni, PFAPA syndrom, Morbus Crohn (Crohns sygdom), Colitis Ulcerosa, Behçet syndrom og HIV). Især bør man være opmærksom på mulig relation til almensygdomme, hvis blisterne/ afterne er kraterlignende, heler med ar, eller hvis der pludselig opstår recidiverende aftøs stomatitis, RAS, hos voksne/ældre patienter, der ikke tidligere har været plaget af blister/ after.

## Kan blister/ after behandles?
Der findes i dag ingen kurativ behandling, men antallet af udbrud kan ofte mindskes, hvis det er muligt at identificere og undgå de udløsende faktorer. Der findes håndkøbsmidler, som kan lindre symptomerne. De få procent, der lider af særligt smertefulde og store sår eller hyppige udbrud af blister/ after, kan have brug for medicinsk behandling og bør derfor opsøge læge/tandlæge.

## Ekstern kilde/henvisning
1. ↑  Recidiverande aftÃ¶s stomatit etiologi, diagnostik och behandling
2. 1 2 3 4 5 6 7  The diagnosis and management of recurrent aphthous... [J Am Dent Assoc. 2003] – PubMed result
3. 1 2 3  Guidelines for diagnosis and management of aphthou... [Pediatr Infect Dis J. 2007] – PubMed result
4. ↑  Role of mucosal injury in initiating recurrent aph... [Br Med J (Clin Res Ed). 1981] – PubMed result
5. ↑  Psychologic stress and recurrent aphthous ulcerati... [J Oral Pathol Med. 1989] – PubMed result
6. ↑  Sodium lauryl sulfate and recurrent aphthous ulcer... [Acta Odontol Scand. 1994] – PubMed result
7. ↑  The effect of two toothpaste detergents on the fre... [Acta Odontol Scand. 1996] – PubMed result
8. ↑  The effect of sodium lauryl sulfate on recurrent a... [Compend Contin Educ Dent. 1997] – PubMed result
9. ↑  The effect of a sodium lauryl sulfate-free dentifr... [Oral Dis. 1999] – PubMed result